# Axel Johnsen
Axel Johnsen (født 19. januar 1970 i København) er en dansk historiker med speciale i det dansk-tyske grænselands historie. Han er vokset op i Sæd ved Tønder og er nysproglig student fra Tønder Gymnasium & HF. Siden 1. januar 2018 har han været afdelingschef for Viden & Samlinger, som omfatter de faglige enheder i Museum Sønderjylland. 
Axel Johnsen er cand.mag. i historie og germansk filologi fra Aarhus Universitet i 1997 og ph.d. i historie fra Syddansk Universitet i 2005. Ph.d.-afhandlingen afdækkede hidtil ukendte sider af den bevægelse i Danmark, som i 1920 havde kæmpet for en historisk grænse langs Dannevirke eller Ejderen. Hovedpointen var, at denne bevægelse ikke kapitulerede, men fortsatte kampen længe efter 1920. Afhandlingen, som i bearbejdet form blev udgivet som bog under titlen Dannevirkemænd og Ejderfolk. Den grænsepolitiske opposition i Danmark 1920-1940. (Studieafdelingen ved Dansk Centralbibliotek for Sydslesvig 2005), kastede nyt lys over dansk nationalisme i mellemkrigstiden og var et korrektiv til den dengang fremherskende opfattelse, at de grænsepolitiske foreninger i Danmark var kendetegnet af konsensus på en moderat linje.  
Axel Johnsen blev i 1997 museumsinspektør på Museet på Sønderborg Slot med ansvar for formidling og dansk-tyske udstillingssamarbejder. I 2000-2005 var han forskningsstipendiat ved Dansk Centralbibliotek for Sydslesvig og dernæst post.doc. ved Landsarkivet for Sønderjylland. I 2008 fik Axel Johnsen som udstillingsleder ansvaret for udstillingsvirksomheden på Museet på Koldinghus med henblik på at skabe en ny udstillingsprofil i krydsfeltet mellem historie, kunst og design. I 2015 vendte han tilbage til Museum Sønderjylland / Sønderborg Slot med ansvar for projektledelsen for fire nye permanente udstillingsafsnit om Sønderjylland siden 1920 (åbnet 2019 med titlen 100 år med Danmark).
Axel Johnsen har været medlem af styrelsen for Historisk Samfund for Sønderjylland 2003-2008 og igen siden 2015. Han var redaktør af Sønderjyske Årbøger 2003-2008. I 2019 udgav han monografien Grænsen, Folket og Staten. Grænseforeningens historie 1920-2020 (Gyldendal).
 Der er for få eller ingen kildehenvisninger i denne artikel, hvilket er et problem. Du kan hjælpe ved at angive troværdige kilder til de påstande, som fremføres i artiklen.